# Wolfsmelkuil
De wolfsmelkuil (Acronicta euphorbiae) is een nachtvlinder uit de familie Noctuidae, de uilen. De voorvleugellengte bedraagt tussen de 18 en 22 millimeter. De soort komt voor in heel Europa. Hij overwintert als pop.

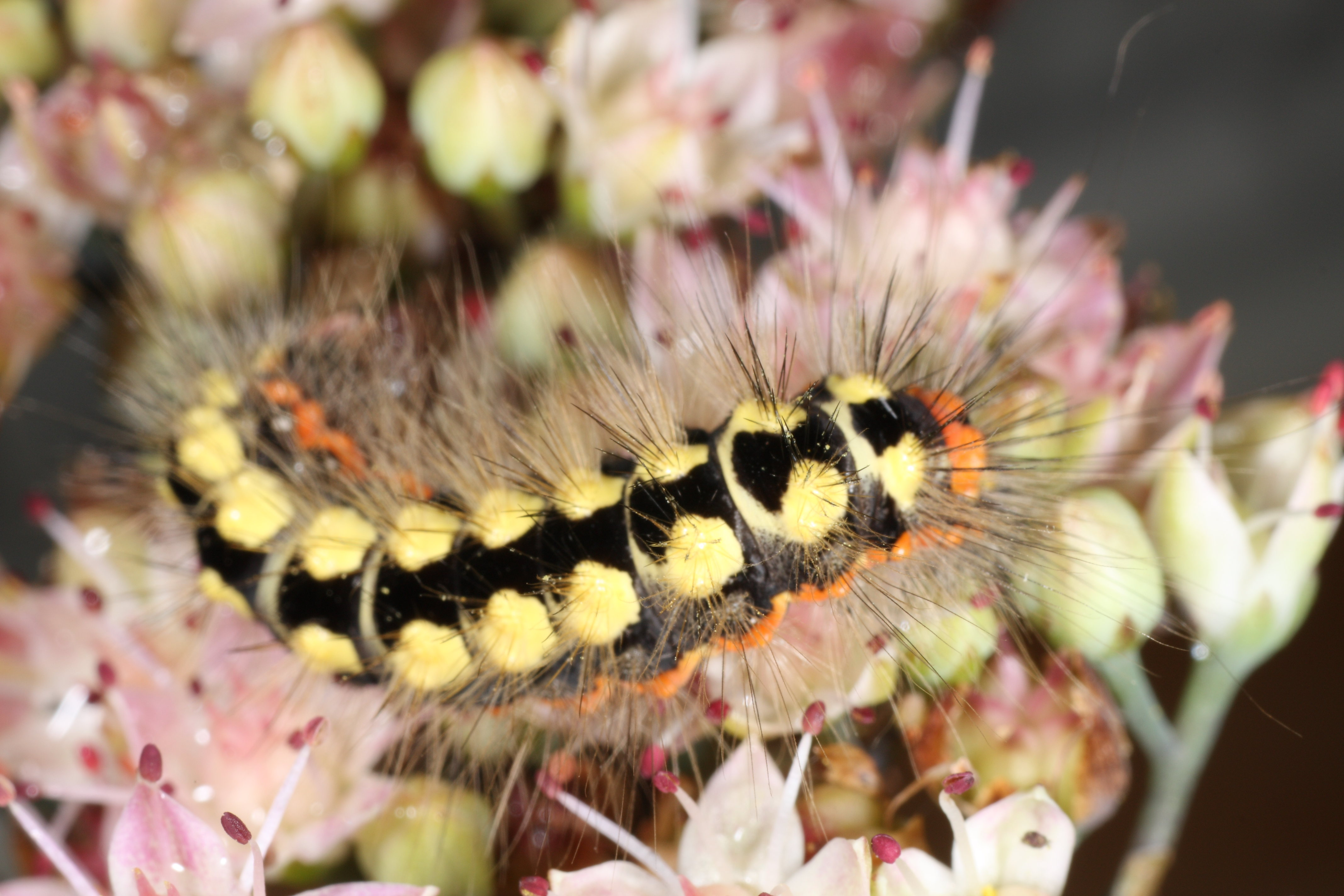
Groter larve

## Waardplanten
De wolfsmelkuil heeft als waardplanten allerlei kruidachtige planten, struiken en loofbomen. Onder deze waardplanten bevinden zich cipreswolfsmelk, struikheide, moerasspirea, wilde gagel, weegbree, kruiskruid, braam, wilg en berk.

## Voorkomen in Nederland en België
De wolfsmelkuil is in Nederland een zeer zeldzame vlinder. Er zijn slechts een paar waarnemingen van recente datum bekend. In België is de soort ook zeldzaam, en komt recent alleen lokaal voor in de provincie Namen. De vlinder kent twee generaties die vliegen van eind april tot halverwege augustus.